# Aérodrome d'Humaitá
L'aérodrome d'Humaitá, aussi appelé aéroport Francisco Correa da Cruz (code IATA : HUW • code OACI : SWHT) est l'aéroport de la ville d'Humaitá, au Brésil.

## Historique
L'aéroport est dédié à l'aviation générale.

## Compagnies aériennes et destinations
Il n'y a pas de vols réguliers à partir de cet aéroport.
| Compagnie aérienne      | Villes desservies |
| ----------------------- | --- |
| Azul Brazilian Airlines | Brésil : Cacoal, Carauari, Coari, Cuiabá, Lábrea, Manaus, Manicoré, Parintins, Porto Velho, Rio Branco, Tabatinga, Tefé, Vilhena |
| Gol Transportes Aéreos  | Brésil : Boa Vista, Cacoal, Cuiabá, Ji-Paraná, Manaus, Porto Velho, São Gabriel da Cachoeira, Tabatinga et Tefé                  |
| LATAM Airlines          | Brésil : São Paulo |
| Air France              | États-Unis : Chicago et Los Angeles France : Paris                                                                               |
| British Airways         | Angleterre : Londres |
| Korean Air              | Corée du Sud : Séoul |

## Accès
L'aéroport est situé à 4 km du centre-ville d'Humaitá.